# Parafia św. Andrzeja Apostoła we Wrocimowicach
Parafia świętego Andrzeja Apostoła we Wrocimowicach – parafia rzymskokatolicka, znajdująca się w diecezji kieleckiej, w dekanacie słomnickim.